# Fernand Helguers
Fernand Helguers (Marbais, 12 februari 1926 - Wagnelée, 11 december 1982) was een Belgisch volksvertegenwoordiger.

## Levensloop
Helguers was elektrotechnicus. Hij was ABVV-verkozene.
Na de algemene staking van 1960-1961 verliet hij de PSB en sloot zich aan bij de Mouvement populaire wallon in Gosselies. Hij nam deel aan de campagnes die in 1965 resulteerden in de verkiezing in het parlement van Robert Moreau en François Perin. Hij stichtte vervolgens de Rassemblement Wallon in Charleroi.
Van 1971 tot 1978 zetelde hij voor het arrondissement Charleroi in de Kamer van volksvertegenwoordigers. Toen de Rassemblement Wallon in 1976 in linkse richting evolueerde onder de leiding van Paul-Henry Gendebien, ondersteunde hij dit. 